# 赵锁罗骨
赵锁罗骨，明朝万历年间女真部落首领，曾与王兀堂联手进攻明朝宽甸、靉阳等地。

## 生平
赵锁罗骨为建州女真首领之一，董鄂部首领王兀堂因与明朝在修建宽甸堡和压抑市价等问题产生矛盾，赵索罗骨等遂与之聚集骑兵三千余，插箭为誓，计划进掠宽甸、靉阳等地。赵索罗骨先前曾与孛儿赤哈入掠明朝诸堡，毫无所得，故此次众首领皆希望能有所获。此后，增至七千余人，便差人致书大将军李成梁，要求开市和赏赐，否则将攻打宽甸、靉堡。李成梁深感其大不敬，于是与各路明军出兵平定。赵索罗骨与王兀堂等人以骑兵六百兵分两路，一路攻靉阳堡，另一路前往黄岗儿岭。明军初战不利，指挥王宗义战死。后李成梁率大军出击，斩勒勒把都等七百五十四人，赵锁罗骨、王兀堂等皆奔走，此后事迹未详。